# Mont Ossa (Tasmanie)
Pour les articles homonymes, voir Mont Ossa.
Le mont Ossa (1 614 mètres) est le point culminant de la Tasmanie, en Australie. Il est situé au cœur du parc national de Cradle Mountain-Lake St Clair. L'ensemble de la montagne est composé de dolérite du Jurassique et le sommet doit son nom au mont Ossa, en Grèce, une montagne de la mythologie grecque.

## Ascension
Le sommet est assez éloigné de la route la plus proche, avec plus d'une journée de marche pour la plupart des marcheurs, mais l'ascension ne nécessite pas l'usage de techniques d'alpinisme et la voie vers le sommet est bien marquée. Les conditions d'ascension peuvent être très dures en hiver, avec des vents violents et des températures négatives.
Les pentes sont herbeuses mais, vers le sommet, la plupart des roches sont à nu. L'ascension à partir de Pelion Gap au cours de l'été permet de découvrir un vaste éventail de belles fleurs sauvages communes dans la région.